# Mistrzostwa Europy w łyżwiarstwie figurowym
Mistrzostwa Europy w łyżwiarstwie figurowym (ang. European Figure Skating Championships, określane jako Europeans) – kontynentalne zawody mistrzowskie w łyżwiarstwie figurowym organizowane przez Międzynarodową Unię Łyżwiarską (ISU) od 1891 roku. Od początku mistrzostw rozgrywano konkurencję solistów, następnie w 1930 roku dołączyła do niej konkurencja solistek i par sportowych, zaś od 1954 pary taneczne.
Początkowo przyznawano tylko dwa medale: mistrzowi Europy – duży medal złoty z napisem „Palmam qui meruit ferat”, wicemistrzowi Europy – mały złoty medal. Medali srebrnych i brązowych nie przyznawano co najmniej do 1908 roku.
Zobacz też: Polacy na mistrzostwach Europy

## Medaliści

### Soliści
| Rok                                                                       | Miejsce                                                                   | Złoto                                                                     | Srebro                                                                    | Brąz                                                                      | Źr.    |
| ------------------------------------------------------------------------- | ------------------------------------------------------------------------- | ------------------------------------------------------------------------- | ------------------------------------------------------------------------- | ------------------------------------------------------------------------- | ------ |
| 1891                                                                      | Hamburg                                                                   | Oskar Uhlig                                                               | Anon Schmitson                                                            | Franz Zilly                                                               | [ 3 ]  |
| 1892                                                                      | Wiedeń                                                                    | Eduard Engelmann                                                          | Tibor von Földváry                                                        | Georg Zachariades                                                         | [ 3 ]  |
| 1893                                                                      | Berlin                                                                    | Eduard Engelmann                                                          | Henning Grenander                                                         | Georg Zachariades                                                         | [ 3 ]  |
| 1894                                                                      | Wiedeń                                                                    | Eduard Engelmann                                                          | Gustav Hügel                                                              | Tibor von Földváry                                                        | [ 3 ]  |
| 1895                                                                      | Budapeszt                                                                 | Tibor von Földváry                                                        | Gustav Hügel                                                              | Gilbert Fuchs                                                             | [ 3 ]  |
| Mistrzostwa nie odbyły się w latach 1896–1897                             | Mistrzostwa nie odbyły się w latach 1896–1897                             | Mistrzostwa nie odbyły się w latach 1896–1897                             | Mistrzostwa nie odbyły się w latach 1896–1897                             | Mistrzostwa nie odbyły się w latach 1896–1897                             | [ 4 ]  |
| 1898                                                                      | Trondheim                                                                 | Ulrich Salchow                                                            | Johan Lefstad                                                             | Oscar Holthe                                                              | [ 3 ]  |
| 1899                                                                      | Davos                                                                     | Ulrich Salchow                                                            | Gustav Hügel                                                              | Ernst Fellner                                                             | [ 3 ]  |
| 1900                                                                      | Berlin                                                                    | Ulrich Salchow                                                            | Gustav Hügel                                                              | Oscar Holthe                                                              | [ 5 ]  |
| 1901                                                                      | Wiedeń                                                                    | Gustav Hügel                                                              | Gilbert Fuchs                                                             | Ulrich Salchow                                                            | [ 5 ]  |
| Mistrzostwa nie odbyły się w latach 1902–1903                             | Mistrzostwa nie odbyły się w latach 1902–1903                             | Mistrzostwa nie odbyły się w latach 1902–1903                             | Mistrzostwa nie odbyły się w latach 1902–1903                             | Mistrzostwa nie odbyły się w latach 1902–1903                             | [ 4 ]  |
| 1904                                                                      | Davos                                                                     | Ulrich Salchow                                                            | Max Bohatsch                                                              | Nikołaj Panin                                                             | [ 5 ]  |
| 1905                                                                      | Bonn                                                                      | Max Bohatsch                                                              | Heinrich Burger                                                           | Karl Zenger                                                               | [ 5 ]  |
| 1906                                                                      | Davos                                                                     | Ulrich Salchow                                                            | Ernst Hertz                                                               | Per Thorén                                                                | [ 5 ]  |
| 1907                                                                      | Berlin                                                                    | Ulrich Salchow                                                            | Gilbert Fuchs                                                             | Ernst Hertz                                                               | [ 5 ]  |
| 1908                                                                      | Warszawa                                                                  | Ernst Hertz                                                               | Nikołaj Panin                                                             | Henryk Krukowicz-Przedrzymirski                                           | [ 5 ]  |
| 1909                                                                      | Budapeszt                                                                 | Ulrich Salchow                                                            | Gilbert Fuchs                                                             | Per Thorén                                                                | [ 5 ]  |
| 1910                                                                      | Berlin                                                                    | Ulrich Salchow                                                            | Werner Rittberger                                                         | Per Thorén                                                                | [ 6 ]  |
| 1911                                                                      | Petersburg                                                                | Per Thorén                                                                | Karl Ollow                                                                | Werner Rittberger                                                         | [ 6 ]  |
| 1912                                                                      | Sztokholm                                                                 | Gösta Sandahl                                                             | Iwan Malinin                                                              | Martin Stixrud                                                            | [ 6 ]  |
| 1913                                                                      | Oslo                                                                      | Ulrich Salchow                                                            | Andor Szende                                                              | Willy Böckl                                                               | [ 6 ]  |
| 1914                                                                      | Wiedeń                                                                    | Fritz Kachler                                                             | Andreas Krogh                                                             | Willy Böckl                                                               | [ 6 ]  |
| Mistrzostwa nie odbyły się w latach 1915–1921 z powodu I wojny światowej  | Mistrzostwa nie odbyły się w latach 1915–1921 z powodu I wojny światowej  | Mistrzostwa nie odbyły się w latach 1915–1921 z powodu I wojny światowej  | Mistrzostwa nie odbyły się w latach 1915–1921 z powodu I wojny światowej  | Mistrzostwa nie odbyły się w latach 1915–1921 z powodu I wojny światowej  | [ 7 ]  |
| 1922                                                                      | Davos                                                                     | Willy Böckl                                                               | Fritz Kachler                                                             | Ernst Oppacher                                                            | [ 7 ]  |
| 1923                                                                      | Oslo                                                                      | Willy Böckl                                                               | Martin Stixrud                                                            | Gunnar Jakobsson                                                          | [ 7 ]  |
| 1924                                                                      | Davos                                                                     | Fritz Kachler                                                             | Ludwig Wrede                                                              | Werner Rittberger                                                         | [ 7 ]  |
| 1925                                                                      | Triberg                                                                   | Willy Böckl                                                               | Werner Rittberger                                                         | Otto Preissecker                                                          | [ 7 ]  |
| 1926                                                                      | Davos                                                                     | Willy Böckl                                                               | Otto Preissecker                                                          | Georg Gautschi                                                            | [ 7 ]  |
| 1927                                                                      | Wiedeń                                                                    | Willy Böckl                                                               | Hugo Distler                                                              | Karl Schäfer                                                              | [ 7 ]  |
| 1928                                                                      | Troppau                                                                   | Willy Böckl                                                               | Karl Schäfer                                                              | Otto Preissecker                                                          | [ 7 ]  |
| 1929                                                                      | Davos                                                                     | Karl Schäfer                                                              | Georg Gautschi                                                            | Ludwig Wrede                                                              | [ 7 ]  |
| 1930                                                                      | Berlin                                                                    | Karl Schäfer                                                              | Otto Gold                                                                 | Markus Nikkanen                                                           | [ 8 ]  |
| 1931                                                                      | Wiedeń                                                                    | Karl Schäfer                                                              | Ernst Baier                                                               | Hugo Distler                                                              | [ 8 ]  |
| 1932                                                                      | Paryż                                                                     | Karl Schäfer                                                              | Ernst Baier                                                               | Erich Erdös                                                               | [ 8 ]  |
| 1933                                                                      | Londyn                                                                    | Karl Schäfer                                                              | Ernst Baier                                                               | Erich Erdös                                                               | [ 8 ]  |
| 1934                                                                      | Seefeld                                                                   | Karl Schäfer                                                              | Dénes Pataky                                                              | Elemér Terták                                                             | [ 8 ]  |
| 1935                                                                      | Sankt Moritz                                                              | Karl Schäfer                                                              | Felix Kaspar                                                              | Ernst Baier                                                               | [ 8 ]  |
| 1936                                                                      | Berlin                                                                    | Karl Schäfer                                                              | Graham Sharp                                                              | Ernst Baier                                                               | [ 8 ]  |
| 1937                                                                      | Praga                                                                     | Felix Kaspar                                                              | Graham Sharp                                                              | Elemér Terták                                                             | [ 8 ]  |
| 1938                                                                      | Sankt Moritz                                                              | Felix Kaspar                                                              | Graham Sharp                                                              | Herbert Alward                                                            | [ 8 ]  |
| 1939                                                                      | Davos                                                                     | Graham Sharp                                                              | Frederick Tomlins                                                         | Horst Faber                                                               | [ 8 ]  |
| Mistrzostwa nie odbyły się w latach 1940–1946 z powodu II wojny światowej | Mistrzostwa nie odbyły się w latach 1940–1946 z powodu II wojny światowej | Mistrzostwa nie odbyły się w latach 1940–1946 z powodu II wojny światowej | Mistrzostwa nie odbyły się w latach 1940–1946 z powodu II wojny światowej | Mistrzostwa nie odbyły się w latach 1940–1946 z powodu II wojny światowej | [ 9 ]  |
| 1947                                                                      | Davos                                                                     | Hans Gerschwiler                                                          | Vladislav Čáp                                                             | Fernand Leemans                                                           | [ 9 ]  |
| 1948                                                                      | Praga                                                                     | Richard Button                                                            | Hans Gerschwiler                                                          | Edi Rada                                                                  | [ 9 ]  |
| 1949                                                                      | Mediolan                                                                  | Edi Rada                                                                  | Ede Király                                                                | Helmut Seibt                                                              | [ 9 ]  |
| 1950                                                                      | Oslo                                                                      | Ede Király                                                                | Helmut Seibt                                                              | Carlo Fassi                                                               | [ 10 ] |
| 1951                                                                      | Zurych                                                                    | Helmut Seibt                                                              | Horst Faber                                                               | Carlo Fassi                                                               | [ 10 ] |
| 1952                                                                      | Wiedeń                                                                    | Helmut Seibt                                                              | Carlo Fassi                                                               | Michael Carrington                                                        | [ 10 ] |
| 1953                                                                      | Dortmund                                                                  | Carlo Fassi                                                               | Alain Giletti                                                             | Freimut Stein                                                             | [ 10 ] |
| 1954                                                                      | Bolzano                                                                   | Carlo Fassi                                                               | Alain Giletti                                                             | Karol Divín                                                               | [ 10 ] |
| 1955                                                                      | Budapeszt                                                                 | Alain Giletti                                                             | Michael Booker                                                            | Karol Divín                                                               | [ 10 ] |
| 1956                                                                      | Paryż                                                                     | Alain Giletti                                                             | Michael Booker                                                            | Karol Divín                                                               | [ 10 ] |
| 1957                                                                      | Wiedeń                                                                    | Alain Giletti                                                             | Karol Divín                                                               | Michael Booker                                                            | [ 10 ] |
| 1958                                                                      | Bratysława                                                                | Karol Divín                                                               | Alain Giletti                                                             | Alain Calmat                                                              | [ 10 ] |
| 1959                                                                      | Davos                                                                     | Karol Divín                                                               | Alain Giletti                                                             | Norbert Felsinger                                                         | [ 10 ] |
| 1960                                                                      | Garmisch-Partenkirchen                                                    | Alain Giletti                                                             | Norbert Felsinger                                                         | Manfred Schnelldorfer                                                     | [ 11 ] |
| 1961                                                                      | Berlin                                                                    | Alain Giletti                                                             | Alain Calmat                                                              | Manfred Schnelldorfer                                                     | [ 11 ] |
| 1962                                                                      | Genewa                                                                    | Alain Calmat                                                              | Karol Divín                                                               | Manfred Schnelldorfer                                                     | [ 11 ] |
| 1963                                                                      | Budapeszt                                                                 | Alain Calmat                                                              | Manfred Schnelldorfer                                                     | Emmerich Danzer                                                           | [ 11 ] |
| 1964                                                                      | Grenoble                                                                  | Alain Calmat                                                              | Manfred Schnelldorfer                                                     | Karol Divín                                                               | [ 11 ] |
| 1965                                                                      | Moskwa                                                                    | Emmerich Danzer                                                           | Alain Calmat                                                              | Peter Jonas                                                               | [ 11 ] |
| 1966                                                                      | Bratysława                                                                | Emmerich Danzer                                                           | Wolfgang Schwarz                                                          | Ondrej Nepela                                                             | [ 11 ] |
| 1967                                                                      | Lublana                                                                   | Emmerich Danzer                                                           | Wolfgang Schwarz                                                          | Ondrej Nepela                                                             | [ 11 ] |
| 1968                                                                      | Västerås                                                                  | Emmerich Danzer                                                           | Wolfgang Schwarz                                                          | Ondrej Nepela                                                             | [ 11 ] |
| 1969                                                                      | Garmisch-Partenkirchen                                                    | Ondrej Nepela                                                             | Patrick Péra                                                              | Siergiej Czetwieruchin                                                    | [ 11 ] |
| 1970                                                                      | Leningrad                                                                 | Ondrej Nepela                                                             | Patrick Péra                                                              | Günter Zöller                                                             | [ 12 ] |
| 1971                                                                      | Zurych                                                                    | Ondrej Nepela                                                             | Siergiej Czetwieruchin                                                    | Haig Oundjian                                                             | [ 12 ] |
| 1972                                                                      | Göteborg                                                                  | Ondrej Nepela                                                             | Siergiej Czetwieruchin                                                    | Patrick Péra                                                              | [ 12 ] |
| 1973                                                                      | Kolonia                                                                   | Ondrej Nepela                                                             | Siergiej Czetwieruchin                                                    | Jan Hoffmann                                                              | [ 12 ] |
| 1974                                                                      | Zagrzeb                                                                   | Jan Hoffmann                                                              | Siergiej Wołkow                                                           | John Curry                                                                | [ 12 ] |
| 1975                                                                      | Kopenhaga                                                                 | Władimir Kowalow                                                          | John Curry                                                                | Jurij Owczynnikow                                                         | [ 12 ] |
| 1976                                                                      | Genewa                                                                    | John Curry                                                                | Władimir Kowalow                                                          | Jan Hoffmann                                                              | [ 12 ] |
| 1977                                                                      | Helsinki                                                                  | Jan Hoffmann                                                              | Władimir Kowalow                                                          | Robin Cousins                                                             | [ 12 ] |
| 1978                                                                      | Strasburg                                                                 | Jan Hoffmann                                                              | Władimir Kowalow                                                          | Robin Cousins                                                             | [ 12 ] |
| 1979                                                                      | Zagrzeb                                                                   | Jan Hoffmann                                                              | Władimir Kowalow                                                          | Robin Cousins                                                             | [ 12 ] |
| 1980                                                                      | Göteborg                                                                  | Robin Cousins                                                             | Jan Hoffmann                                                              | Władimir Kowalow                                                          | [ 13 ] |
| 1981                                                                      | Innsbruck                                                                 | Igor Bobrin                                                               | Jean-Christophe Simond                                                    | Norbert Schramm                                                           | [ 13 ] |
| 1982                                                                      | Lyon                                                                      | Norbert Schramm                                                           | Jean-Christophe Simond                                                    | Igor Bobrin                                                               | [ 13 ] |
| 1983                                                                      | Dortmund                                                                  | Norbert Schramm                                                           | Jozef Sabovčík                                                            | Aleksandr Fadiejew                                                        | [ 13 ] |
| 1984                                                                      | Budapeszt                                                                 | Aleksandr Fadiejew                                                        | Rudi Cerne                                                                | Norbert Schramm                                                           | [ 13 ] |
| 1985                                                                      | Göteborg                                                                  | Jozef Sabovčík                                                            | Władimir Kotin                                                            | Grzegorz Filipowski                                                       | [ 13 ] |
| 1986                                                                      | Kopenhaga                                                                 | Jozef Sabovčík                                                            | Władimir Kotin                                                            | Aleksandr Fadiejew                                                        | [ 13 ] |
| 1987                                                                      | Sarajewo                                                                  | Aleksandr Fadiejew                                                        | Władimir Kotin                                                            | Wiktor Petrenko                                                           | [ 13 ] |
| 1988                                                                      | Praga                                                                     | Aleksandr Fadiejew                                                        | Władimir Kotin                                                            | Wiktor Petrenko                                                           | [ 13 ] |
| 1989                                                                      | Birmingham                                                                | Aleksandr Fadiejew                                                        | Grzegorz Filipowski                                                       | Petr Barna                                                                | [ 13 ] |
| 1990                                                                      | Leningrad                                                                 | Wiktor Petrenko                                                           | Petr Barna                                                                | Wiaczesław Zagorodniuk                                                    | [ 14 ] |
| 1991                                                                      | Sofia                                                                     | Wiktor Petrenko                                                           | Petr Barna                                                                | Wiaczesław Zagorodniuk                                                    | [ 14 ] |
| 1992                                                                      | Lozanna                                                                   | Petr Barna                                                                | Wiktor Petrenko                                                           | Aleksiej Urmanow                                                          | [ 14 ] |
| 1993                                                                      | Helsinki                                                                  | Dmytro Dmytrenko                                                          | Philippe Candeloro                                                        | Eric Millot                                                               | [ 14 ] |
| 1994                                                                      | Kopenhaga                                                                 | Wiktor Petrenko                                                           | Wiaczesław Zagorodniuk                                                    | Aleksiej Urmanow                                                          | [ 14 ] |
| 1995                                                                      | Dortmund                                                                  | Ilja Kulik                                                                | Aleksiej Urmanow                                                          | Wiaczesław Zagorodniuk                                                    | [ 14 ] |
| 1996                                                                      | Sofia                                                                     | Wiaczesław Zagorodniuk                                                    | Igor Paszkiewicz                                                          | Ilja Kulik                                                                | [ 14 ] |
| 1997                                                                      | Paryż                                                                     | Aleksiej Urmanow                                                          | Philippe Candeloro                                                        | Wiaczesław Zagorodniuk                                                    | [ 15 ] |
| 1998                                                                      | Mediolan                                                                  | Aleksiej Jagudin                                                          | Jewgienij Pluszczenko                                                     | Aleksandr Abt                                                             | [ 16 ] |
| 1999                                                                      | Praga                                                                     | Aleksiej Jagudin                                                          | Jewgienij Pluszczenko                                                     | Aleksiej Urmanow                                                          | [ 17 ] |
| 2000                                                                      | Wiedeń                                                                    | Jewgienij Pluszczenko                                                     | Aleksiej Jagudin                                                          | Dmytro Dmytrenko                                                          | [ 18 ] |
| 2001                                                                      | Bratysława                                                                | Jewgienij Pluszczenko                                                     | Aleksiej Jagudin                                                          | Stannick Jeanette                                                         | [ 19 ] |
| 2002                                                                      | Lozanna                                                                   | Aleksiej Jagudin                                                          | Aleksandr Abt                                                             | Brian Joubert                                                             | [ 20 ] |
| 2003                                                                      | Malmö                                                                     | Jewgienij Pluszczenko                                                     | Brian Joubert                                                             | Stannick Jeanette                                                         | [ 21 ] |
| 2004                                                                      | Budapeszt                                                                 | Brian Joubert                                                             | Jewgienij Pluszczenko                                                     | Ilja Klimkin                                                              | [ 22 ] |
| 2005                                                                      | Turyn                                                                     | Jewgienij Pluszczenko                                                     | Brian Joubert                                                             | Stefan Lindemann                                                          | [ 23 ] |
| 2006                                                                      | Lyon                                                                      | Jewgienij Pluszczenko                                                     | Stéphane Lambiel                                                          | Brian Joubert                                                             | [ 24 ] |
| 2007                                                                      | Warszawa                                                                  | Brian Joubert                                                             | Tomáš Verner                                                              | Kevin Van Der Perren                                                      | [ 25 ] |
| 2008                                                                      | Zagrzeb                                                                   | Tomáš Verner                                                              | Stéphane Lambiel                                                          | Brian Joubert                                                             | [ 26 ] |
| 2009                                                                      | Helsinki                                                                  | Brian Joubert                                                             | Samuel Contesti                                                           | Kevin Van Der Perren                                                      | [ 27 ] |
| 2010                                                                      | Tallinn                                                                   | Jewgienij Pluszczenko                                                     | Stéphane Lambiel                                                          | Brian Joubert                                                             | [ 28 ] |
| 2011                                                                      | Berno                                                                     | Florent Amodio                                                            | Brian Joubert                                                             | Tomáš Verner                                                              | [ 29 ] |
| 2012                                                                      | Sheffield                                                                 | Jewgienij Pluszczenko                                                     | Artur Gaczinski                                                           | Florent Amodio                                                            | [ 30 ] |
| 2013                                                                      | Zagrzeb                                                                   | Javier Fernández                                                          | Florent Amodio                                                            | Michal Březina                                                            | [ 31 ] |
| 2014                                                                      | Budapeszt                                                                 | Javier Fernández                                                          | Siergiej Woronow                                                          | Konstantin Mieńszow                                                       | [ 32 ] |
| 2015                                                                      | Sztokholm                                                                 | Javier Fernández                                                          | Maksim Kowtun                                                             | Siergiej Woronow                                                          | [ 33 ] |
| 2016                                                                      | Bratysława                                                                | Javier Fernández                                                          | Alexei Bychenko                                                           | Maksim Kowtun                                                             | [ 34 ] |
| 2017                                                                      | Ostrawa                                                                   | Javier Fernández                                                          | Maksim Kowtun                                                             | Michaił Kolada                                                            | [ 35 ] |
| 2018                                                                      | Moskwa                                                                    | Javier Fernández                                                          | Dmitrij Alijew                                                            | Michaił Kolada                                                            | [ 36 ] |
| 2019                                                                      | Mińsk                                                                     | Javier Fernández                                                          | Aleksandr Samarin                                                         | Matteo Rizzo                                                              | [ 37 ] |
| 2020                                                                      | Graz                                                                      | Dmitrij Alijew                                                            | Artur Danijelan                                                           | Moris Kwitiełaszwili                                                      | [ 38 ] |
| Mistrzostwa zostały odwołane w 2021 roku z powodu pandemii COVID-19       | Mistrzostwa zostały odwołane w 2021 roku z powodu pandemii COVID-19       | Mistrzostwa zostały odwołane w 2021 roku z powodu pandemii COVID-19       | Mistrzostwa zostały odwołane w 2021 roku z powodu pandemii COVID-19       | Mistrzostwa zostały odwołane w 2021 roku z powodu pandemii COVID-19       | [ 39 ] |
| 2022                                                                      | Tallinn                                                                   | Mark Kondratiuk                                                           | Daniel Grassl                                                             | Deniss Vasiļjevs                                                          | [ 40 ] |
| 2023                                                                      | Espoo                                                                     | Adam Siao Him Fa                                                          | Matteo Rizzo                                                              | Lukas Britschgi                                                           | [ 41 ] |
| 2024                                                                      | Kowno                                                                     | Adam Siao Him Fa                                                          | Aleksandr Selevko                                                         | Matteo Rizzo                                                              | [ 42 ] |

### Solistki
| Rok                                                                       | Miejsce                                                                   | Złoto                                                                     | Srebro                                                                    | Brąz                                                                      | Źr.           |
| ------------------------------------------------------------------------- | ------------------------------------------------------------------------- | ------------------------------------------------------------------------- | ------------------------------------------------------------------------- | ------------------------------------------------------------------------- | ------------- |
| 1930                                                                      | Wiedeń                                                                    | Fritzi Burger                                                             | Ilse Hornung                                                              | Vivi-Anne Hultén                                                          | [ 43 ]        |
| 1931                                                                      | Sankt Moritz                                                              | Sonja Henie                                                               | Fritzi Burger                                                             | Hilde Holovsky                                                            | [ 43 ]        |
| 1932                                                                      | Paryż                                                                     | Sonja Henie                                                               | Fritzi Burger                                                             | Vivi-Anne Hultén                                                          | [ 43 ]        |
| 1933                                                                      | Londyn                                                                    | Sonja Henie                                                               | Cecilia Colledge                                                          | Fritzi Burger                                                             | [ 43 ]        |
| 1934                                                                      | Praga                                                                     | Sonja Henie                                                               | Liselotte Landbeck                                                        | Maribel Vinson                                                            | [ 43 ]        |
| 1935                                                                      | Sankt Moritz                                                              | Sonja Henie                                                               | Liselotte Landbeck                                                        | Cecilia Colledge                                                          | [ 43 ]        |
| 1936                                                                      | Berlin                                                                    | Sonja Henie                                                               | Cecilia Colledge                                                          | Megan Taylor                                                              | [ 43 ]        |
| 1937                                                                      | Praga                                                                     | Cecilia Colledge                                                          | Megan Taylor                                                              | Emmy Putzinger                                                            | [ 43 ]        |
| 1938                                                                      | Sankt Moritz                                                              | Cecilia Colledge                                                          | Megan Taylor                                                              | Emmy Putzinger                                                            | [ 43 ]        |
| 1939                                                                      | Londyn                                                                    | Cecilia Colledge                                                          | Megan Taylor                                                              | Daphne Walker                                                             | [ 43 ]        |
| Mistrzostwa nie odbyły się w latach 1940–1946 z powodu II wojny światowej | Mistrzostwa nie odbyły się w latach 1940–1946 z powodu II wojny światowej | Mistrzostwa nie odbyły się w latach 1940–1946 z powodu II wojny światowej | Mistrzostwa nie odbyły się w latach 1940–1946 z powodu II wojny światowej | Mistrzostwa nie odbyły się w latach 1940–1946 z powodu II wojny światowej | [ 44 ]        |
| 1947                                                                      | Davos                                                                     | Barbara Ann Scott                                                         | Gretchen Merrill                                                          | Daphne Walker                                                             | [ 44 ]        |
| 1948                                                                      | Praga                                                                     | Barbara Ann Scott                                                         | Eva Pawlik                                                                | Ája Zanová                                                                | [ 44 ]        |
| 1949                                                                      | Mediolan                                                                  | Eva Pawlik                                                                | Ája Zanová                                                                | Jeanette Altwegg                                                          | [ 44 ]        |
| 1950                                                                      | Oslo                                                                      | Ája Zanová                                                                | Jacqueline du Bief                                                        | Jeanette Altwegg                                                          | [ 45 ]        |
| 1951                                                                      | Zurych                                                                    | Jeanette Altwegg                                                          | Jacqueline du Bief                                                        | Barbara Wyatt                                                             | [ 45 ]        |
| 1952                                                                      | Wiedeń                                                                    | Jeanette Altwegg                                                          | Jacqueline du Bief                                                        | Barbara Wyatt                                                             | [ 45 ]        |
| 1953                                                                      | Dortmund                                                                  | Valda Osborn                                                              | Gundi Busch                                                               | Erica Batchelor                                                           | [ 45 ]        |
| 1954                                                                      | Bolzano                                                                   | Gundi Busch                                                               | Erica Batchelor                                                           | Yvonne Sugden                                                             | [ 45 ]        |
| 1955                                                                      | Budapeszt                                                                 | Hanna Eigel                                                               | Yvonne Sugden                                                             | Erica Batchelor                                                           | [ 45 ]        |
| 1956                                                                      | Paryż                                                                     | Ingrid Wendl                                                              | Yvonne Sugden                                                             | Erica Batchelor                                                           | [ 45 ]        |
| 1957                                                                      | Wiedeń                                                                    | Hanna Eigel                                                               | Ingrid Wendl                                                              | Hanna Walter                                                              | [ 45 ]        |
| 1958                                                                      | Bratysława                                                                | Ingrid Wendl                                                              | Hanna Walter                                                              | Joan Haanappel                                                            | [ 45 ]        |
| 1959                                                                      | Davos                                                                     | Hanna Walter                                                              | Sjoukje Dijkstra                                                          | Joan Haanappel                                                            | [ 45 ]        |
| 1960                                                                      | Garmisch-Partenkirchen                                                    | Sjoukje Dijkstra                                                          | Regine Heitzer                                                            | Joan Haanappel                                                            | [ 46 ]        |
| 1961                                                                      | Berlin                                                                    | Sjoukje Dijkstra                                                          | Regine Heitzer                                                            | Jana Mrazková                                                             | [ 46 ]        |
| 1962                                                                      | Genewa                                                                    | Sjoukje Dijkstra                                                          | Regine Heitzer                                                            | Karin Frohner                                                             | [ 46 ]        |
| 1963                                                                      | Budapeszt                                                                 | Sjoukje Dijkstra                                                          | Nicole Hassler                                                            | Regine Heitzer                                                            | [ 46 ]        |
| 1964                                                                      | Grenoble                                                                  | Sjoukje Dijkstra                                                          | Regine Heitzer                                                            | Nicole Hassler                                                            | [ 46 ]        |
| 1965                                                                      | Moskwa                                                                    | Regine Heitzer                                                            | Sally-Anne Stapleford                                                     | Nicole Hassler                                                            | [ 46 ]        |
| 1966                                                                      | Bratysława                                                                | Regine Heitzer                                                            | Gabriele Seyfert                                                          | Nicole Hassler                                                            | [ 46 ]        |
| 1967                                                                      | Lublana                                                                   | Gabriele Seyfert                                                          | Haná Mášková                                                              | Zsuzsa Almássy                                                            | [ 46 ]        |
| 1968                                                                      | Västerås                                                                  | Haná Mášková                                                              | Gabriele Seyfert                                                          | Beatrix Schuba                                                            | [ 46 ]        |
| 1969                                                                      | Garmisch-Partenkirchen                                                    | Gabriele Seyfert                                                          | Haná Mášková                                                              | Beatrix Schuba                                                            | [ 46 ]        |
| 1970                                                                      | Leningrad                                                                 | Gabriele Seyfert                                                          | Beatrix Schuba                                                            | Zsuzsa Almássy                                                            | [ 47 ]        |
| 1971                                                                      | Zurych                                                                    | Beatrix Schuba                                                            | Zsuzsa Almássy                                                            | Rita Trapanese                                                            | [ 47 ]        |
| 1972                                                                      | Göteborg                                                                  | Beatrix Schuba                                                            | Rita Trapanese                                                            | Sonja Morgenstern                                                         | [ 47 ]        |
| 1973                                                                      | Kolonia                                                                   | Christine Errath                                                          | Jean Scott                                                                | Karin Iten                                                                | [ 47 ]        |
| 1974                                                                      | Zagrzeb                                                                   | Christine Errath                                                          | Dianne de Leeuw                                                           | Liana Drahová                                                             | [ 47 ]        |
| 1975                                                                      | Kopenhaga                                                                 | Christine Errath                                                          | Dianne de Leeuw                                                           | Anett Pötzsch                                                             | [ 47 ]        |
| 1976                                                                      | Genewa                                                                    | Dianne de Leeuw                                                           | Anett Pötzsch                                                             | Christine Errath                                                          | [ 47 ]        |
| 1977                                                                      | Helsinki                                                                  | Anett Pötzsch                                                             | Dagmar Lurz                                                               | Susanna Driano                                                            | [ 47 ]        |
| 1978                                                                      | Strasburg                                                                 | Anett Pötzsch                                                             | Dagmar Lurz                                                               | Jelena Wodoriezowa                                                        | [ 47 ]        |
| 1979                                                                      | Zagrzeb                                                                   | Anett Pötzsch                                                             | Dagmar Lurz                                                               | Denise Biellmann                                                          | [ 47 ]        |
| 1980                                                                      | Göteborg                                                                  | Anett Pötzsch                                                             | Dagmar Lurz                                                               | Susanna Driano                                                            | [ 48 ]        |
| 1981                                                                      | Innsbruck                                                                 | Denise Biellmann                                                          | Sandra Dubravčić                                                          | Claudia Kristofics-Binder                                                 | [ 48 ]        |
| 1982                                                                      | Lyon                                                                      | Claudia Kristofics-Binder                                                 | Katarina Witt                                                             | Jelena Wodoriezowa                                                        | [ 48 ]        |
| 1983                                                                      | Dortmund                                                                  | Katarina Witt                                                             | Jelena Wodoriezowa                                                        | Claudia Leistner                                                          | [ 48 ]        |
| 1984                                                                      | Budapeszt                                                                 | Katarina Witt                                                             | Manuela Ruben                                                             | Anna Lewandi                                                              | [ 48 ]        |
| 1985                                                                      | Göteborg                                                                  | Katarina Witt                                                             | Kira Iwanowa                                                              | Claudia Leistner                                                          | [ 48 ]        |
| 1986                                                                      | Kopenhaga                                                                 | Katarina Witt                                                             | Kira Iwanowa                                                              | Anna Lewandi                                                              | [ 48 ]        |
| 1987                                                                      | Sarajewo                                                                  | Katarina Witt                                                             | Kira Iwanowa                                                              | Anna Lewandi                                                              | [ 48 ]        |
| 1988                                                                      | Praga                                                                     | Katarina Witt                                                             | Kira Iwanowa                                                              | Anna Lewandi                                                              | [ 48 ]        |
| 1989                                                                      | Birmingham                                                                | Claudia Leistner                                                          | Natalja Lebiediewa                                                        | Patricia Neske                                                            | [ 48 ]        |
| 1990                                                                      | Leningrad                                                                 | Evelyn Großmann                                                           | Natalja Lebiediewa                                                        | Marina Kielmann                                                           | [ 49 ]        |
| 1991                                                                      | Sofia                                                                     | Surya Bonaly                                                              | Evelyn Großmann                                                           | Marina Kielmann                                                           | [ 49 ]        |
| 1992                                                                      | Lozanna                                                                   | Surya Bonaly                                                              | Marina Kielmann                                                           | Patricia Neske                                                            | [ 49 ]        |
| 1993                                                                      | Helsinki                                                                  | Surya Bonaly                                                              | Oksana Bajuł                                                              | Marina Kielmann                                                           | [ 49 ]        |
| 1994                                                                      | Kopenhaga                                                                 | Surya Bonaly                                                              | Oksana Bajuł                                                              | Olga Markowa                                                              | [ 49 ]        |
| 1995                                                                      | Dortmund                                                                  | Surya Bonaly                                                              | Olga Markowa                                                              | Ołena Laszenko                                                            | [ 49 ]        |
| 1996                                                                      | Sofia                                                                     | Irina Słucka                                                              | Surya Bonaly                                                              | Marija Butyrska                                                           | [ 49 ]        |
| 1997                                                                      | Paryż                                                                     | Irina Słucka                                                              | Krisztina Czakó                                                           | Julija Ławrenczuk                                                         | [ 15 ]        |
| 1998                                                                      | Mediolan                                                                  | Marija Butyrska                                                           | Irina Słucka                                                              | Tanja Szewczenko                                                          | [ 16 ]        |
| 1999                                                                      | Praga                                                                     | Marija Butyrska                                                           | Julija Sołdatowa                                                          | Wiktorija Wołczkowa                                                       | [ 50 ]        |
| 2000                                                                      | Wiedeń                                                                    | Irina Słucka                                                              | Marija Butyrska                                                           | Wiktorija Wołczkowa                                                       | [ 51 ]        |
| 2001                                                                      | Bratysława                                                                | Irina Słucka                                                              | Marija Butyrska                                                           | Wiktorija Wołczkowa                                                       | [ 52 ]        |
| 2002                                                                      | Lozanna                                                                   | Marija Butyrska                                                           | Irina Słucka                                                              | Wiktorija Wołczkowa                                                       | [ 53 ]        |
| 2003                                                                      | Malmö                                                                     | Irina Słucka                                                              | Jelena Sokołowa                                                           | Júlia Sebestyén                                                           | [ 54 ]        |
| 2004                                                                      | Budapeszt                                                                 | Júlia Sebestyén                                                           | Ołena Laszenko                                                            | Jelena Sokołowa                                                           | [ 55 ]        |
| 2005                                                                      | Turyn                                                                     | Irina Słucka                                                              | Susanna Pöykiö                                                            | Ołena Laszenko                                                            | [ 56 ]        |
| 2006                                                                      | Lyon                                                                      | Irina Słucka                                                              | Jelena Sokołowa                                                           | Carolina Kostner                                                          | [ 57 ]        |
| 2007                                                                      | Warszawa                                                                  | Carolina Kostner                                                          | Sarah Meier                                                               | Kiira Korpi                                                               | [ 58 ]        |
| 2008                                                                      | Zagrzeb                                                                   | Carolina Kostner                                                          | Sarah Meier                                                               | Laura Lepistö                                                             | [ 59 ]        |
| 2009                                                                      | Helsinki                                                                  | Laura Lepistö                                                             | Carolina Kostner                                                          | Susanna Pöykiö                                                            | [ 60 ]        |
| 2010                                                                      | Tallinn                                                                   | Carolina Kostner                                                          | Laura Lepistö                                                             | Elene Gedewaniszwili                                                      | [ 61 ]        |
| 2011                                                                      | Berno                                                                     | Sarah Meier                                                               | Carolina Kostner                                                          | Kiira Korpi                                                               | [ 62 ]        |
| 2012                                                                      | Sheffield                                                                 | Carolina Kostner                                                          | Kiira Korpi                                                               | Elene Gedewaniszwili                                                      | [ 63 ]        |
| 2013                                                                      | Zagrzeb                                                                   | Carolina Kostner                                                          | Adelina Sotnikowa                                                         | Jelizawieta Tuktamyszewa                                                  | [ 64 ]        |
| 2014                                                                      | Budapeszt                                                                 | Julija Lipnicka                                                           | Adelina Sotnikowa                                                         | Carolina Kostner                                                          | [ 65 ]        |
| 2015                                                                      | Sztokholm                                                                 | Jelizawieta Tuktamyszewa                                                  | Jelena Radionowa                                                          | Anna Pogoriła                                                             | [ 66 ]        |
| 2016                                                                      | Bratysława                                                                | Jewgienija Miedwiediewa                                                   | Jelena Radionowa                                                          | Anna Pogoriła                                                             | [ 67 ]        |
| 2017                                                                      | Ostrawa                                                                   | Jewgienija Miedwiediewa                                                   | Anna Pogoriła                                                             | Carolina Kostner                                                          | [ 68 ]        |
| 2018                                                                      | Moskwa                                                                    | Alina Zagitowa                                                            | Jewgienija Miedwiediewa                                                   | Carolina Kostner                                                          | [ 69 ]        |
| 2019                                                                      | Mińsk                                                                     | Sofja Samodurowa                                                          | Alina Zagitowa                                                            | Viveca Lindfors                                                           | [ 70 ]        |
| 2020                                                                      | Graz                                                                      | Alona Kostornoj                                                           | Anna Szczerbakowa                                                         | Aleksandra Trusowa                                                        | [ 71 ]        |
| Mistrzostwa zostały odwołane w 2021 roku z powodu pandemii COVID-19       | Mistrzostwa zostały odwołane w 2021 roku z powodu pandemii COVID-19       | Mistrzostwa zostały odwołane w 2021 roku z powodu pandemii COVID-19       | Mistrzostwa zostały odwołane w 2021 roku z powodu pandemii COVID-19       | Mistrzostwa zostały odwołane w 2021 roku z powodu pandemii COVID-19       | [ 39 ]        |
| 2022                                                                      | Tallinn                                                                   | Anna Szczerbakowa                                                         | Aleksandra Trusowa                                                        | Loena Hendrickx                                                           | [ 72 ] [ 73 ] |
| 2023                                                                      | Espoo                                                                     | Anastasija Gubanowa                                                       | Loena Hendrickx                                                           | Kimmy Repond                                                              | [ 74 ]        |
| 2024                                                                      | Kowno                                                                     | Loena Hendrickx                                                           | Anastasija Gubanowa                                                       | Nina Pinzarrone                                                           | [ 75 ]        |

### Pary sportowe
| Rok                                                                       | Miejsce                                                                   | Złoto                                                                     | Srebro                                                                    | Brąz                                                                      | Źr.     |
| ------------------------------------------------------------------------- | ------------------------------------------------------------------------- | ------------------------------------------------------------------------- | ------------------------------------------------------------------------- | ------------------------------------------------------------------------- | ------- |
| 1930                                                                      | Wiedeń                                                                    | Olga Orgonista / Sándor Szalay                                            | Emília Rotter / László Szollás                                            | Gisela Hochaltinger / Otto Preissecker                                    | [ 77 ]  |
| 1931                                                                      | Sankt Moritz                                                              | Olga Orgonista / Sándor Szalay                                            | Emília Rotter / László Szollás                                            | Lilly Gaillard / Willy Petter                                             | [ 77 ]  |
| 1932                                                                      | Paryż                                                                     | Andrée Brunet / Pierre Brunet                                             | Lilly Gaillard / Willy Petter                                             | Idi Papez / Karl Zwack                                                    | [ 77 ]  |
| 1933                                                                      | Londyn                                                                    | Idi Papez / Karl Zwack                                                    | Lilly Gaillard / Willy Petter                                             | Mollie Philips / Rodney Murdoch                                           | [ 77 ]  |
| 1934                                                                      | Praga                                                                     | Emília Rotter / László Szollás                                            | Idi Papez / Karl Zwack                                                    | Zofia Bilorówna / Tadeusz Kowalski                                        | [ 77 ]  |
| 1935                                                                      | Sankt Moritz                                                              | Maxi Herber / Ernst Baier                                                 | Idi Papez / Karl Zwack                                                    | Lucy Gallo / Rezso Dillinger                                              | [ 77 ]  |
| 1936                                                                      | Berlin                                                                    | Maxi Herber / Ernst Baier                                                 | Violet Cliff / Leslie Cliff                                               | Piroska Szekrényessy / Attila Szekrényessy                                | [ 77 ]  |
| 1937                                                                      | Praga                                                                     | Maxi Herber / Ernst Baier                                                 | Ilse Pausin / Erik Pausin                                                 | Piroska Szekrényessy / Attila Szekrényessy                                | [ 77 ]  |
| 1938                                                                      | Opawa                                                                     | Maxi Herber / Ernst Baier                                                 | Ilse Pausin / Erik Pausin                                                 | Inge Koch / Gunther Noack                                                 | [ 77 ]  |
| 1939                                                                      | Zakopane                                                                  | Maxi Herber / Ernst Baier                                                 | Ilse Pausin / Erik Pausin                                                 | Inge Koch / Gunther Noack                                                 | [ 77 ]  |
| Mistrzostwa nie odbyły się w latach 1940–1946 z powodu II wojny światowej | Mistrzostwa nie odbyły się w latach 1940–1946 z powodu II wojny światowej | Mistrzostwa nie odbyły się w latach 1940–1946 z powodu II wojny światowej | Mistrzostwa nie odbyły się w latach 1940–1946 z powodu II wojny światowej | Mistrzostwa nie odbyły się w latach 1940–1946 z powodu II wojny światowej | [ 78 ]  |
| 1947                                                                      | Davos                                                                     | Micheline Lannoy / Pierre Baugniet                                        | Winifred Silverthorne / Dennis Silverthorne                               | Suzanne Diskeuve / Edmond Verbustel                                       | [ 78 ]  |
| 1948                                                                      | Praga                                                                     | Andrea Kékesy / Ede Király                                                | Blazena Knittlova / Karel Vosatka                                         | Herta Ratzenhofer / Emil Ratzenhofer                                      | [ 78 ]  |
| 1949                                                                      | Mediolan                                                                  | Andrea Kékesy / Ede Király                                                | Marianna Nagy / Lászlo Nagy                                               | Herta Ratzenhofer / Emil Ratzenhofer                                      | [ 78 ]  |
| 1950                                                                      | Oslo                                                                      | Marianna Nagy / László Nagy                                               | Eliane Steinemann / André Calame                                          | Jennifer Nicks / John Nicks                                               | [ 79 ]  |
| 1951                                                                      | Zurych                                                                    | Ria Baran / Paul Falk                                                     | Eliane Steinemann / André Calame                                          | Jennifer Nicks / John Nicks                                               | [ 79 ]  |
| 1952                                                                      | Wiedeń                                                                    | Ria Baran / Paul Falk                                                     | Jennifer Nicks / John Nicks                                               | Marianna Nagy / László Nagy                                               | [ 79 ]  |
| 1953                                                                      | Dortmund                                                                  | Jennifer Nicks / John Nicks                                               | Marianna Nagy / László Nagy                                               | Sissy Schwarz / Kurt Oppelt                                               | [ 79 ]  |
| 1954                                                                      | Bolzano                                                                   | Silvia Grandjean / Michel Grandjean                                       | Sissy Schwarz / Kurt Oppelt                                               | Soňa Balunová / Miroslav Balun                                            | [ 79 ]  |
| 1955                                                                      | Budapeszt                                                                 | Marianna Nagy / Lászlo Nagy                                               | Věra Suchánková / Zdeněk Doležal                                          | Marika Kilius / Franz Ningel                                              | [ 79 ]  |
| 1956                                                                      | Paryż                                                                     | Sissy Schwarz / Kurt Oppelt                                               | Marianna Nagy / Lászlo Nagy                                               | Marika Kilius / Franz Ningel                                              | [ 79 ]  |
| 1957                                                                      | Wiedeń                                                                    | Věra Suchánková / Zdeněk Doležal                                          | Marianna Nagy / László Nagy                                               | Marika Kilius / Franz Ningel                                              | [ 79 ]  |
| 1958                                                                      | Bratysława                                                                | Věra Suchánková / Zdeněk Doležal                                          | Nina Żuk / Stanisław Żuk                                                  | Joyce Coates / Anthony Holles                                             | [ 79 ]  |
| 1959                                                                      | Davos                                                                     | Marika Kilius / Hans-Jürgen Bäumler                                       | Nina Żuk / Stanisław Żuk                                                  | Joyce Coates / Anthony Holles                                             | [ 79 ]  |
| 1960                                                                      | Garmisch-Partenkirchen                                                    | Marika Kilius / Hans-Jürgen Bäumler                                       | Nina Żuk / Stanisław Żuk                                                  | Margret Gobl / Franz Ningel                                               | [ 80 ]  |
| 1961                                                                      | Berlin                                                                    | Marika Kilius / Hans-Jürgen Bäumler                                       | Margret Gobl / Franz Ningel                                               | Margrit Senf / Peter Gobel                                                | [ 80 ]  |
| 1962                                                                      | Genewa                                                                    | Marika Kilius / Hans-Jürgen Bäumler                                       | Ludmiła Biełousowa / Oleg Protopopow                                      | Margret Gobl / Franz Ningel                                               | [ 80 ]  |
| 1963                                                                      | Budapeszt                                                                 | Marika Kilius / Hans-Jürgen Bäumler                                       | Ludmiła Biełousowa / Oleg Protopopow                                      | Tatjana Żuk / Aleksandr Gawriłow                                          | [ 80 ]  |
| 1964                                                                      | Grenoble                                                                  | Marika Kilius / Hans-Jürgen Bäumler                                       | Ludmiła Biełousowa / Oleg Protopopow                                      | Tatjana Żuk / Aleksandr Gawriłow                                          | [ 80 ]  |
| 1965                                                                      | Moskwa                                                                    | Ludmiła Biełousowa / Oleg Protopopow                                      | Gerda Johner / Ruedi Johner                                               | Tatjana Żuk / Aleksandr Gorielik                                          | [ 80 ]  |
| 1966                                                                      | Bratysława                                                                | Ludmiła Biełousowa / Oleg Protopopow                                      | Tatjana Żuk / Aleksandr Gorielik                                          | Margot Glockshuber / Wolfgang Danne                                       | [ 80 ]  |
| 1967                                                                      | Lublana                                                                   | Ludmiła Biełousowa / Oleg Protopopow                                      | Margot Glockshuber / Wolfgang Danne                                       | Heidemarie Steiner / Heinz-Ulrich Walther                                 | [ 80 ]  |
| 1968                                                                      | Västerås                                                                  | Ludmiła Biełousowa / Oleg Protopopow                                      | Tamara Moskwina / Aleksiej Miszyn                                         | Heidemarie Steiner / Heinz-Ulrich Walther                                 | [ 80 ]  |
| 1969                                                                      | Garmisch-Partenkirchen                                                    | Irina Rodnina / Aleksiej Ułanow                                           | Ludmiła Biełousowa / Oleg Protopopow                                      | Tamara Moskwina / Aleksiej Miszyn                                         | [ 80 ]  |
| 1970                                                                      | Leningrad                                                                 | Irina Rodnina / Aleksiej Ułanow                                           | Ludmiła Smirnowa / Andriej Surajkin                                       | Heidemarie Steiner / Heinz-Ulrich Walther                                 | [ 81 ]  |
| 1971                                                                      | Zurych                                                                    | Irina Rodnina / Aleksiej Ułanow                                           | Ludmiła Smirnowa / Andriej Surajkin                                       | Galina Karelina / Georgi Proskurin                                        | [ 81 ]  |
| 1972                                                                      | Göteborg                                                                  | Irina Rodnina / Aleksiej Ułanow                                           | Ludmiła Smirnowa / Andriej Surajkin                                       | Manuela Groß / Uwe Kagelmann                                              | [ 81 ]  |
| 1973                                                                      | Kolonia                                                                   | Irina Rodnina / Aleksandr Zajcew                                          | Ludmiła Smirnowa / Aleksiej Ułanow                                        | Almut Lehmann / Herbert Wiesinger                                         | [ 81 ]  |
| 1974                                                                      | Zagrzeb                                                                   | Irina Rodnina / Aleksandr Zajcew                                          | Romy Kermer / Rolf Österreich                                             | Ludmiła Smirnowa / Aleksiej Ułanow                                        | [ 81 ]  |
| 1975                                                                      | Kopenhaga                                                                 | Irina Rodnina / Aleksandr Zajcew                                          | Romy Kermer / Rolf Österreich                                             | Manuela Groß / Uwe Kagelmann                                              | [ 81 ]  |
| 1976                                                                      | Genewa                                                                    | Irina Rodnina / Aleksandr Zajcew                                          | Romy Kermer / Rolf Österreich                                             | Irina Worobjowa / Aleksandr Własow                                        | [ 81 ]  |
| 1977                                                                      | Helsinki                                                                  | Irina Rodnina / Aleksandr Zajcew                                          | Irina Worobjowa / Aleksandr Własow                                        | Marina Czerkasowa / Siergiej Szachraj                                     | [ 81 ]  |
| 1978                                                                      | Strasburg                                                                 | Irina Rodnina / Aleksandr Zajcew                                          | Marina Czerkasowa / Siergiej Szachraj                                     | Manuela Mager / Uwe Bewersdorf                                            | [ 81 ]  |
| 1979                                                                      | Zagrzeb                                                                   | Marina Czerkasowa / Siergiej Szachraj                                     | Irina Worobjowa / Igor Lisowski                                           | Sabine Baeß / Tassilo Thierbach                                           | [ 81 ]  |
| 1980                                                                      | Göteborg                                                                  | Irina Rodnina / Aleksandr Zajcew                                          | Marina Czerkasowa / Siergiej Szachraj                                     | Marina Piestowa / Stanisław Leonowicz                                     | [ 82 ]  |
| 1981                                                                      | Innsbruck                                                                 | Irina Worobjowa / Igor Lisowski                                           | Christina Riegel / Andreas Nischwitz                                      | Marina Czerkasowa / Siergiej Szachraj                                     | [ 82 ]  |
| 1982                                                                      | Lyon                                                                      | Sabine Baeß / Tassilo Thierbach                                           | Marina Piestowa / Stanisław Leonowicz                                     | Irina Worobjowa / Igor Lisowski                                           | [ 82 ]  |
| 1983                                                                      | Dortmund                                                                  | Sabine Baeß / Tassilo Thierbach                                           | Jelena Wałowa / Oleg Wasiljew                                             | Birgit Lorenz / Knut Schubert                                             | [ 82 ]  |
| 1984                                                                      | Budapeszt                                                                 | Jelena Wałowa / Oleg Wasiljew                                             | Sabine Baeß / Tassilo Thierbach                                           | Birgit Lorenz / Knut Schubert                                             | [ 82 ]  |
| 1985                                                                      | Göteborg                                                                  | Jelena Wałowa / Oleg Wasiljew                                             | Łarisa Sielezniowa / Oleg Makarow                                         | Wieronika Pierszyna / Marat Akbarow                                       | [ 82 ]  |
| 1986                                                                      | Kopenhaga                                                                 | Jelena Wałowa / Oleg Wasiljew                                             | Jekatierina Gordiejewa / Siergiej Grińkow                                 | Jelena Bieczkie / Walerij Kornijenko                                      | [ 82 ]  |
| 1987                                                                      | Sarajewo                                                                  | Łarisa Sielezniowa / Oleg Makarow                                         | Jelena Wałowa / Oleg Wasiljew                                             | Katrin Kanitz / Tobias Schröter                                           | [ 82 ]  |
| 1988                                                                      | Praga                                                                     | Jekatierina Gordiejewa / Siergiej Grińkow                                 | Łarisa Sielezniowa / Oleg Makarow                                         | Peggy Schwartz / Alexander König                                          | [ 82 ]  |
| 1989                                                                      | Birmingham                                                                | Łarisa Sielezniowa / Oleg Makarow                                         | Mandy Wötzel / Axel Rauschenbach                                          | Natalja Miszkutionok / Artur Dmitrijew                                    | [ 82 ]  |
| 1990                                                                      | Leningrad                                                                 | Jekatierina Gordiejewa / Siergiej Grińkow                                 | Łarisa Sielezniowa / Oleg Makarow                                         | Natalja Miszkutionok / Artur Dmitrijew                                    | [ 83 ]  |
| 1991                                                                      | Sofia                                                                     | Natalja Miszkutionok / Artur Dmitrijew                                    | Jelena Bieczkie / Dienis Pietrow                                          | Jewgienija Szyszkowa / Wadim Naumow                                       | [ 83 ]  |
| 1992                                                                      | Lozanna                                                                   | Natalja Miszkutionok / Artur Dmitrijew                                    | Jelena Bieczkie / Dienis Pietrow                                          | Jewgienija Szyszkowa / Wadim Naumow                                       | [ 83 ]  |
| 1993                                                                      | Helsinki                                                                  | Marina Jelcowa / Andriej Buszkow                                          | Mandy Wötzel / Ingo Steuer                                                | Jewgienija Szyszkowa / Wadim Naumow                                       | [ 83 ]  |
| 1994                                                                      | Kopenhaga                                                                 | Jekatierina Gordiejewa / Siergiej Grińkow                                 | Jewgienija Szyszkowa / Wadim Naumow                                       | Natalja Miszkutionok / Artur Dmitrijew                                    | [ 83 ]  |
| 1995                                                                      | Dortmund                                                                  | Mandy Wötzel / Ingo Steuer                                                | Radka Kovaříková / René Novotný                                           | Jewgienija Szyszkowa / Wadim Naumow                                       | [ 83 ]  |
| 1996                                                                      | Sofia                                                                     | Oksana Kazakowa / Artur Dmitrijew                                         | Mandy Wötzel / Ingo Steuer                                                | Sarah Abitbol / Stephane Bernadis                                         | [ 83 ]  |
| 1997                                                                      | Paryż                                                                     | Marina Jelcowa / Andriej Buszkow                                          | Mandy Wötzel / Ingo Steuer                                                | Jelena Bierieżna / Anton Sicharulidze                                     | [ 15 ]  |
| 1998                                                                      | Mediolan                                                                  | Jelena Bierieżna / Anton Sicharulidze                                     | Oksana Kazakowa / Artur Dmitrijew                                         | Sarah Abitbol / Stephane Bernadis                                         | [ 16 ]  |
| 1999                                                                      | Praga                                                                     | Marija Pietrowa / Aleksiej Tichonow                                       | Dorota Zagórska / Mariusz Siudek                                          | Sarah Abitbol / Stephane Bernadis                                         | [ 84 ]  |
| 2000                                                                      | Wiedeń                                                                    | Marija Pietrowa / Aleksiej Tichonow                                       | Dorota Zagórska / Mariusz Siudek                                          | Sarah Abitbol / Stephane Bernadis                                         | [ 85 ]  |
| 2001                                                                      | Bratysława                                                                | Jelena Bierieżna / Anton Sicharulidze                                     | Tatjana Tot´mianina / Maksim Marinin                                      | Sarah Abitbol / Stephane Bernadis                                         | [ 86 ]  |
| 2002                                                                      | Lozanna                                                                   | Tatjana Tot´mianina / Maksim Marinin                                      | Sarah Abitbol / Stephane Bernadis                                         | Marija Pietrowa / Aleksiej Tichonow                                       | [ 87 ]  |
| 2003                                                                      | Malmö                                                                     | Tatjana Tot´mianina / Maksim Marinin                                      | Sarah Abitbol / Stephane Bernadis                                         | Marija Pietrowa / Aleksiej Tichonow                                       | [ 88 ]  |
| 2004                                                                      | Budapeszt                                                                 | Tatjana Tot´mianina / Maksim Marinin                                      | Marija Pietrowa / Aleksiej Tichonow                                       | Dorota Zagórska / Mariusz Siudek                                          | [ 89 ]  |
| 2005                                                                      | Turyn                                                                     | Tatjana Tot´mianina / Maksim Marinin                                      | Julija Obertas / Siergiej Sławnow                                         | Marija Pietrowa / Aleksiej Tichonow                                       | [ 90 ]  |
| 2006                                                                      | Lyon                                                                      | Tatjana Tot´mianina / Maksim Marinin                                      | Alona Sawczenko / Robin Szolkowy                                          | Marija Pietrowa / Aleksiej Tichonow                                       | [ 91 ]  |
| 2007                                                                      | Warszawa                                                                  | Alona Sawczenko / Robin Szolkowy                                          | Marija Pietrowa / Aleksiej Tichonow                                       | Dorota Siudek / Mariusz Siudek                                            | [ 92 ]  |
| 2008                                                                      | Zagrzeb                                                                   | Alona Sawczenko / Robin Szolkowy                                          | Marija Muchortowa / Maksim Trańkow                                        | Yūko Kawaguchi / Aleksandr Smirnow                                        | [ 93 ]  |
| 2009                                                                      | Helsinki                                                                  | Alona Sawczenko / Robin Szolkowy                                          | Yūko Kawaguchi / Aleksandr Smirnow                                        | Marija Muchortowa / Maksim Trańkow                                        | [ 94 ]  |
| 2010                                                                      | Tallinn                                                                   | Yūko Kawaguchi / Aleksandr Smirnow                                        | Alona Sawczenko / Robin Szolkowy                                          | Marija Muchortowa / Maksim Trańkow                                        | [ 95 ]  |
| 2011                                                                      | Berno                                                                     | Alona Sawczenko / Robin Szolkowy                                          | Yūko Kawaguchi / Aleksandr Smirnow                                        | Wiera Bazarowa / Jurij Łarionow                                           | [ 96 ]  |
| 2012                                                                      | Sheffield                                                                 | Tetiana Wołosożar / Maksim Trańkow                                        | Wiera Bazarowa / Jurij Łarionow                                           | Ksienija Stołbowa / Fiodor Klimow                                         | [ 97 ]  |
| 2013                                                                      | Zagrzeb                                                                   | Tetiana Wołosożar / Maksim Trańkow                                        | Alona Sawczenko / Robin Szolkowy                                          | Stefania Berton / Ondřej Hotárek                                          | [ 98 ]  |
| 2014                                                                      | Budapeszt                                                                 | Tetiana Wołosożar / Maksim Trańkow                                        | Ksienija Stołbowa / Fiodor Klimow                                         | Wiera Bazarowa / Jurij Łarionow                                           | [ 99 ]  |
| 2015                                                                      | Sztokholm                                                                 | Yūko Kawaguchi / Aleksandr Smirnow                                        | Ksienija Stołbowa / Fiodor Klimow                                         | Jewgienija Tarasowa / Władimir Morozow                                    | [ 100 ] |
| 2016                                                                      | Bratysława                                                                | Tetiana Wołosożar / Maksim Trańkow                                        | Alona Sawczenko / Bruno Massot                                            | Jewgienija Tarasowa / Władimir Morozow                                    | [ 101 ] |
| 2017                                                                      | Ostrawa                                                                   | Jewgienija Tarasowa / Władimir Morozow                                    | Alona Sawczenko / Bruno Massot                                            | Vanessa James / Morgan Ciprès                                             | [ 102 ] |
| 2018                                                                      | Moskwa                                                                    | Jewgienija Tarasowa / Władimir Morozow                                    | Ksienija Stołbowa / Fiodor Klimow                                         | Natalja Zabijako / Aleksandr Enbiert                                      | [ 103 ] |
| 2019                                                                      | Mińsk                                                                     | Vanessa James / Morgan Ciprès                                             | Jewgienija Tarasowa / Władimir Morozow                                    | Aleksandra Bojkowa / Dmitrij Kozłowski                                    | [ 104 ] |
| 2020                                                                      | Graz                                                                      | Aleksandra Bojkowa / Dmitrij Kozłowski                                    | Jewgienija Tarasowa / Władimir Morozow                                    | Darja Pawluczenko / Dienis Chodykin                                       | [ 105 ] |
| Mistrzostwa zostały odwołane w 2021 roku z powodu pandemii COVID-19       | Mistrzostwa zostały odwołane w 2021 roku z powodu pandemii COVID-19       | Mistrzostwa zostały odwołane w 2021 roku z powodu pandemii COVID-19       | Mistrzostwa zostały odwołane w 2021 roku z powodu pandemii COVID-19       | Mistrzostwa zostały odwołane w 2021 roku z powodu pandemii COVID-19       | [ 39 ]  |
| 2022                                                                      | Tallinn                                                                   | Anastasija Miszyna / Aleksandr Gallamow                                   | Jewgienija Tarasowa / Władimir Morozow                                    | Aleksandra Bojkowa / Dmitrij Kozłowski                                    | [ 106 ] |
| 2023                                                                      | Espoo                                                                     | Sara Conti / Niccolò Macii                                                | Rebecca Ghilardi / Filippo Ambrosini                                      | Annika Hocke / Robert Kunkel                                              | [ 107 ] |
| 2024                                                                      | Kowno                                                                     | Lucrezia Beccari / Matteo Guarise                                         | Anastasija Mietiołkina / Łuka Bieruława                                   | Rebecca Ghilardi / Filippo Ambrosini                                      | [ 108 ] |

### Pary taneczne
| Rok                                                                 | Miejsce                                                             | Złoto                                                               | Srebro                                                              | Brąz                                                                | Źr.     |
| ------------------------------------------------------------------- | ------------------------------------------------------------------- | ------------------------------------------------------------------- | ------------------------------------------------------------------- | ------------------------------------------------------------------- | ------- |
| 1954                                                                | Bolzano                                                             | Jean Westwood / Lawrence Demmy                                      | Nesta Davies / Paul Thomas                                          | Barbara Radford / Raymond Lockwood                                  | [ 109 ] |
| 1955                                                                | Budapeszt                                                           | Jean Westwood / Lawrence Demmy                                      | Pamela Weight / Paul Thomas                                         | Barbara Radford / Raymond Lockwood                                  | [ 109 ] |
| 1956                                                                | Paryż                                                               | Pamela Weight / Paul Thomas                                         | June Markham / Courtney Jones                                       | Barbara Thompson / Gerard Rigby                                     | [ 109 ] |
| 1957                                                                | Wiedeń                                                              | June Markham / Courtney Jones                                       | Barbara Thompson / Gerard Rigby                                     | Katherine Morris / Michael Robinson                                 | [ 109 ] |
| 1958                                                                | Bratysława                                                          | June Markham / Courtney Jones                                       | Katherine Morris / Michael Robinson                                 | Barbara Thompson / Gerard Rigby                                     | [ 109 ] |
| 1959                                                                | Davos                                                               | Doreen Denny / Courtney Jones                                       | Katherine Morris / Michael Robinson                                 | Christiane Guhel / Jean Paul Guhel                                  | [ 109 ] |
| 1960                                                                | Garmisch-Partenkirchen                                              | Doreen Denny / Courtney Jones                                       | Christiane Guhel / Jean Paul Guhel                                  | Mary Parry / Roy Mason                                              | [ 110 ] |
| 1961                                                                | Berlin                                                              | Doreen Denny / Courtney Jones                                       | Christiane Guhel / Jean Paul Guhel                                  | Linda Shearman / Michael Phillips                                   | [ 110 ] |
| 1962                                                                | Genewa                                                              | Christiane Guhel / Jean Paul Guhel                                  | Linda Shearman / Michael Phillips                                   | Eva Romanová / Pavel Roman                                          | [ 110 ] |
| 1963                                                                | Budapeszt                                                           | Linda Shearman / Michael Phillips                                   | Eva Romanová / Pavel Roman                                          | Janet Sawbridge / David Hickenbottom                                | [ 110 ] |
| 1964                                                                | Grenoble                                                            | Eva Romanová / Pavel Roman                                          | Janet Sawbridge / David Hickenbottom                                | Yvonne Suddick / Roger Kennerson                                    | [ 110 ] |
| 1965                                                                | Moskwa                                                              | Eva Romanová / Pavel Roman                                          | Janet Sawbridge / David Hickenbottom                                | Yvonne Suddick / Roger Kennerson                                    | [ 110 ] |
| 1966                                                                | Bratysława                                                          | Diane Towler / Bernard Ford                                         | Yvonne Suddick / Roger Kennerson                                    | Jitka Babická / Jaromír Holan                                       | [ 110 ] |
| 1967                                                                | Lublana                                                             | Diane Towler / Bernard Ford                                         | Yvonne Suddick / Malcolm Cannon                                     | Malcolm Martin / Francis Gamichon                                   | [ 110 ] |
| 1968                                                                | Västerås                                                            | Diane Towler / Bernard Ford                                         | Yvonne Suddick / Malcolm Cannon                                     | Janet Sawbridge / John Lane                                         | [ 110 ] |
| 1969                                                                | Garmisch-Partenkirchen                                              | Diane Towler / Bernard Ford                                         | Janet Sawbridge / John Lane                                         | Ludmiła Pachomowa / Aleksandr Gorszkow                              | [ 110 ] |
| 1970                                                                | Leningrad                                                           | Ludmiła Pachomowa / Aleksandr Gorszkow                              | Angelika Buck / Erich Buck                                          | Susan Getty / Roy Bradshaw                                          | [ 111 ] |
| 1971                                                                | Zurych                                                              | Ludmiła Pachomowa / Aleksandr Gorszkow                              | Angelika Buck / Erich Buck                                          | Susan Getty / Roy Bradshaw                                          | [ 111 ] |
| 1972                                                                | Göteborg                                                            | Angelika Buck / Erich Buck                                          | Ludmiła Pachomowa / Aleksandr Gorszkow                              | Janet Sawbridge / Peter Dalby                                       | [ 111 ] |
| 1973                                                                | Kolonia                                                             | Ludmiła Pachomowa / Aleksandr Gorszkow                              | Angelika Buck / Erich Buck                                          | Hilary Green / Glyn Watts                                           | [ 111 ] |
| 1974                                                                | Zagrzeb                                                             | Ludmiła Pachomowa / Aleksandr Gorszkow                              | Hilary Green / Glyn Watts                                           | Natalja Liniczuk / Giennadij Karponosow                             | [ 111 ] |
| 1975                                                                | Kopenhaga                                                           | Ludmiła Pachomowa / Aleksandr Gorszkow                              | Hilary Green / Glyn Watts                                           | Natalja Liniczuk / Giennadij Karponosow                             | [ 111 ] |
| 1976                                                                | Genewa                                                              | Ludmiła Pachomowa / Aleksandr Gorszkow                              | Irina Moisiejewa / Andriej Minienkow                                | Natalja Liniczuk / Giennadij Karponosow                             | [ 111 ] |
| 1977                                                                | Helsinki                                                            | Irina Moisiejewa / Andriej Minienkow                                | Krisztina Regőczy / András Sallay                                   | Natalja Liniczuk / Giennadij Karponosow                             | [ 111 ] |
| 1978                                                                | Strasburg                                                           | Irina Moisiejewa / Andriej Minienkow                                | Natalja Liniczuk / Giennadij Karponosow                             | Krisztina Regőczy / András Sallay                                   | [ 111 ] |
| 1979                                                                | Zagrzeb                                                             | Natalja Liniczuk / Giennadij Karponosow                             | Irina Moisiejewa / Andriej Minienkow                                | Krisztina Regőczy / András Sallay                                   | [ 111 ] |
| 1980                                                                | Göteborg                                                            | Natalja Liniczuk / Giennadij Karponosow                             | Krisztina Regőczy / András Sallay                                   | Irina Moisiejewa / Andriej Minienkow                                | [ 112 ] |
| 1981                                                                | Innsbruck                                                           | Jayne Torvill / Christopher Dean                                    | Irina Moisiejewa / Andriej Minienkow                                | Natalja Liniczuk / Giennadij Karponosow                             | [ 112 ] |
| 1982                                                                | Lyon                                                                | Jayne Torvill / Christopher Dean                                    | Natalja Biestiemjanowa / Andriej Bukin                              | Irina Moisiejewa / Andriej Minienkow                                | [ 112 ] |
| 1983                                                                | Dortmund                                                            | Natalja Biestiemjanowa / Andriej Bukin                              | Olga Wołożynska / Aleksandr Swinin                                  | Karen Barber / Nicki Slater                                         | [ 112 ] |
| 1984                                                                | Budapeszt                                                           | Jayne Torvill / Christopher Dean                                    | Natalja Biestiemjanowa / Andriej Bukin                              | Marina Klimowa / Siergiej Ponomarienko                              | [ 112 ] |
| 1985                                                                | Göteborg                                                            | Natalja Biestiemjanowa / Andriej Bukin                              | Marina Klimowa / Siergiej Ponomarienko                              | Petra Born / Rainer Schönborn                                       | [ 112 ] |
| 1986                                                                | Kopenhaga                                                           | Natalja Biestiemjanowa / Andriej Bukin                              | Marina Klimowa / Siergiej Ponomarienko                              | Natalja Annienko / Gienrich Srietienski                             | [ 112 ] |
| 1987                                                                | Sarajewo                                                            | Natalja Biestiemjanowa / Andriej Bukin                              | Marina Klimowa / Siergiej Ponomarienko                              | Natalja Annienko / Gienrich Srietienski                             | [ 112 ] |
| 1988                                                                | Praga                                                               | Natalja Biestiemjanowa / Andriej Bukin                              | Natalja Annienko / Gienrich Srietienski                             | Isabelle Duchesnay / Paul Duchesnay                                 | [ 112 ] |
| 1989                                                                | Birmingham                                                          | Marina Klimowa / Siergiej Ponomarienko                              | Majia Usowa / Aleksandr Żulin                                       | Natalja Annienko / Gienrich Srietienski                             | [ 112 ] |
| 1990                                                                | Leningrad                                                           | Marina Klimowa / Siergiej Ponomarienko                              | Majia Usowa / Aleksandr Żulin                                       | Isabelle Duchesnay / Paul Duchesnay                                 | [ 113 ] |
| 1991                                                                | Sofia                                                               | Marina Klimowa / Siergiej Ponomarienko                              | Isabelle Duchesnay / Paul Duchesnay                                 | Majia Usowa / Aleksandr Żulin                                       | [ 113 ] |
| 1992                                                                | Lozanna                                                             | Marina Klimowa / Siergiej Ponomarienko                              | Majia Usowa / Aleksandr Żulin                                       | Oksana Griszczuk / Jewgienij Płatow                                 | [ 113 ] |
| 1993                                                                | Helsinki                                                            | Majia Usowa / Aleksandr Żulin                                       | Oksana Griszczuk / Jewgienij Płatow                                 | Susanna Rahkamo / Petri Kokko                                       | [ 113 ] |
| 1994                                                                | Kopenhaga                                                           | Jayne Torvill / Christopher Dean                                    | Oksana Griszczuk / Jewgienij Płatow                                 | Majia Usowa / Aleksandr Żulin                                       | [ 113 ] |
| 1995                                                                | Dortmund                                                            | Susanna Rahkamo / Petri Kokko                                       | Sophie Moniotte / Pascal Lavanchy                                   | Anżelika Kryłowa / Oleg Owsiannikow                                 | [ 113 ] |
| 1996                                                                | Sofia                                                               | Oksana Griszczuk / Jewgienij Płatow                                 | Anżelika Kryłowa / Oleg Owsiannikow                                 | Iryna Romanowa / Ihor Jaroszenko                                    | [ 113 ] |
| 1997                                                                | Paryż                                                               | Oksana Griszczuk / Jewgienij Płatow                                 | Anżelika Kryłowa / Oleg Owsiannikow                                 | Sophie Moniotte / Pascal Lavanchy                                   | [ 15 ]  |
| 1998                                                                | Mediolan                                                            | Oksana Griszczuk / Jewgienij Płatow                                 | Anżelika Kryłowa / Oleg Owsiannikow                                 | Marina Anisina / Gwendal Peizerat                                   | [ 16 ]  |
| 1999                                                                | Praga                                                               | Anżelika Kryłowa / Oleg Owsiannikow                                 | Marina Anisina / Gwendal Peizerat                                   | Irina Łobaczowa / Ilja Awierbuch                                    | [ 114 ] |
| 2000                                                                | Wiedeń                                                              | Marina Anisina / Gwendal Peizerat                                   | Barbara Fusar-Poli / Maurizio Margaglio                             | Margarita Drobiazko / Povilas Vanagas                               | [ 115 ] |
| 2001                                                                | Bratysława                                                          | Barbara Fusar-Poli / Maurizio Margaglio                             | Marina Anisina / Gwendal Peizerat                                   | Irina Łobaczowa / Ilja Awierbuch                                    | [ 116 ] |
| 2002                                                                | Lozanna                                                             | Marina Anisina / Gwendal Peizerat                                   | Barbara Fusar-Poli / Maurizio Margaglio                             | Irina Łobaczowa / Ilja Awierbuch                                    | [ 117 ] |
| 2003                                                                | Malmö                                                               | Irina Łobaczowa / Ilja Awierbuch                                    | Ałbena Denkowa / Maksim Stawiski                                    | Tatjana Nawka / Roman Kostomarow                                    | [ 118 ] |
| 2004                                                                | Budapeszt                                                           | Tatjana Nawka / Roman Kostomarow                                    | Ałbena Denkowa / Maksim Stawiski                                    | Ołena Hruszyna / Rusłan Honczarow                                   | [ 119 ] |
| 2005                                                                | Turyn                                                               | Tatjana Nawka /Roman Kostomarow                                     | Ołena Hruszyna / Rusłan Honczarow                                   | Isabelle Delobel / Olivier Schoenfelder                             | [ 120 ] |
| 2006                                                                | Lyon                                                                | Tatjana Nawka / Roman Kostomarow                                    | Ołena Hruszyna / Rusłan Honczarow                                   | Margarita Drobiazko / Povilas Vanagas                               | [ 121 ] |
| 2007                                                                | Warszawa                                                            | Isabelle Delobel / Olivier Schoenfelder                             | Oksana Domnina / Maksim Szabalin                                    | Ałbena Denkowa / Maksim Stawiski                                    | [ 122 ] |
| 2008                                                                | Zagrzeb                                                             | Oksana Domnina / Maksim Szabalin                                    | Isabelle Delobel / Olivier Schoenfelder                             | Jana Chochłowa / Siergiej Nowicki                                   | [ 123 ] |
| 2009                                                                | Helsinki                                                            | Jana Chochłowa / Siergiej Nowicki                                   | Federica Faiella / Massimo Scali                                    | Sinead Kerr / John Kerr                                             | [ 124 ] |
| 2010                                                                | Tallinn                                                             | Oksana Domnina / Maksim Szabalin                                    | Federica Faiella / Massimo Scali                                    | Jana Chochłowa / Siergiej Nowicki                                   | [ 125 ] |
| 2011                                                                | Berno                                                               | Nathalie Péchalat / Fabian Bourzat                                  | Jekatierina Bobrowa / Dmitrij Sołowjow                              | Sinead Kerr / John Kerr                                             | [ 126 ] |
| 2012                                                                | Sheffield                                                           | Nathalie Péchalat / Fabian Bourzat                                  | Jekatierina Bobrowa / Dmitrij Sołowjow                              | Jelena Iljinych / Nikita Kacałapow                                  | [ 127 ] |
| 2013                                                                | Zagrzeb                                                             | Jekatierina Bobrowa / Dmitrij Sołowjow                              | Jelena Iljinych / Nikita Kacałapow                                  | Anna Cappellini / Luca Lanotte                                      | [ 128 ] |
| 2014                                                                | Budapeszt                                                           | Anna Cappellini / Luca Lanotte                                      | Jelena Iljinych / Nikita Kacałapow                                  | Penny Coomes / Nicholas Buckland                                    | [ 129 ] |
| 2015                                                                | Sztokholm                                                           | Gabriella Papadakis / Guillaume Cizeron                             | Anna Cappellini / Luca Lanotte                                      | Aleksandra Stiepanowa / Iwan Bukin                                  | [ 130 ] |
| 2016                                                                | Bratysława                                                          | Gabriella Papadakis / Guillaume Cizeron                             | Anna Cappellini / Luca Lanotte                                      | Jekatierina Bobrowa / Dmitrij Sołowjow                              | [ 131 ] |
| 2017                                                                | Ostrawa                                                             | Gabriella Papadakis / Guillaume Cizeron                             | Anna Cappellini / Luca Lanotte                                      | Jekatierina Bobrowa / Dmitrij Sołowjow                              | [ 132 ] |
| 2018                                                                | Moskwa                                                              | Gabriella Papadakis / Guillaume Cizeron                             | Jekatierina Bobrowa / Dmitrij Sołowjow                              | Aleksandra Stiepanowa / Iwan Bukin                                  | [ 133 ] |
| 2019                                                                | Mińsk                                                               | Gabriella Papadakis / Guillaume Cizeron                             | Aleksandra Stiepanowa / Iwan Bukin                                  | Charlène Guignard / Marco Fabbri                                    | [ 134 ] |
| 2020                                                                | Graz                                                                | Wiktorija Sinicyna / Nikita Kacałapow                               | Gabriella Papadakis / Guillaume Cizeron                             | Aleksandra Stiepanowa / Iwan Bukin                                  | [ 135 ] |
| Mistrzostwa zostały odwołane w 2021 roku z powodu pandemii COVID-19 | Mistrzostwa zostały odwołane w 2021 roku z powodu pandemii COVID-19 | Mistrzostwa zostały odwołane w 2021 roku z powodu pandemii COVID-19 | Mistrzostwa zostały odwołane w 2021 roku z powodu pandemii COVID-19 | Mistrzostwa zostały odwołane w 2021 roku z powodu pandemii COVID-19 | [ 39 ]  |
| 2022                                                                | Tallinn                                                             | Wiktorija Sinicyna / Nikita Kacałapow                               | Aleksandra Stiepanowa / Iwan Bukin                                  | Charlène Guignard / Marco Fabbri                                    | [ 136 ] |
| 2023                                                                | Espoo                                                               | Charlène Guignard / Marco Fabbri                                    | Lilah Fear / Lewis Gibson                                           | Juulia Turkkila / Matthias Versluis                                 | [ 137 ] |
| 2024                                                                | Kowno                                                               | Charlène Guignard / Marco Fabbri                                    | Lilah Fear / Lewis Gibson                                           | Allison Reed / Saulius Ambrulevičius                                | [ 138 ] |